# Näsegölen
Näsegölen är en sjö i Finspångs kommun i Östergötland och ingår i Motala ströms huvudavrinningsområde.